# Manhattan Cruise Terminal

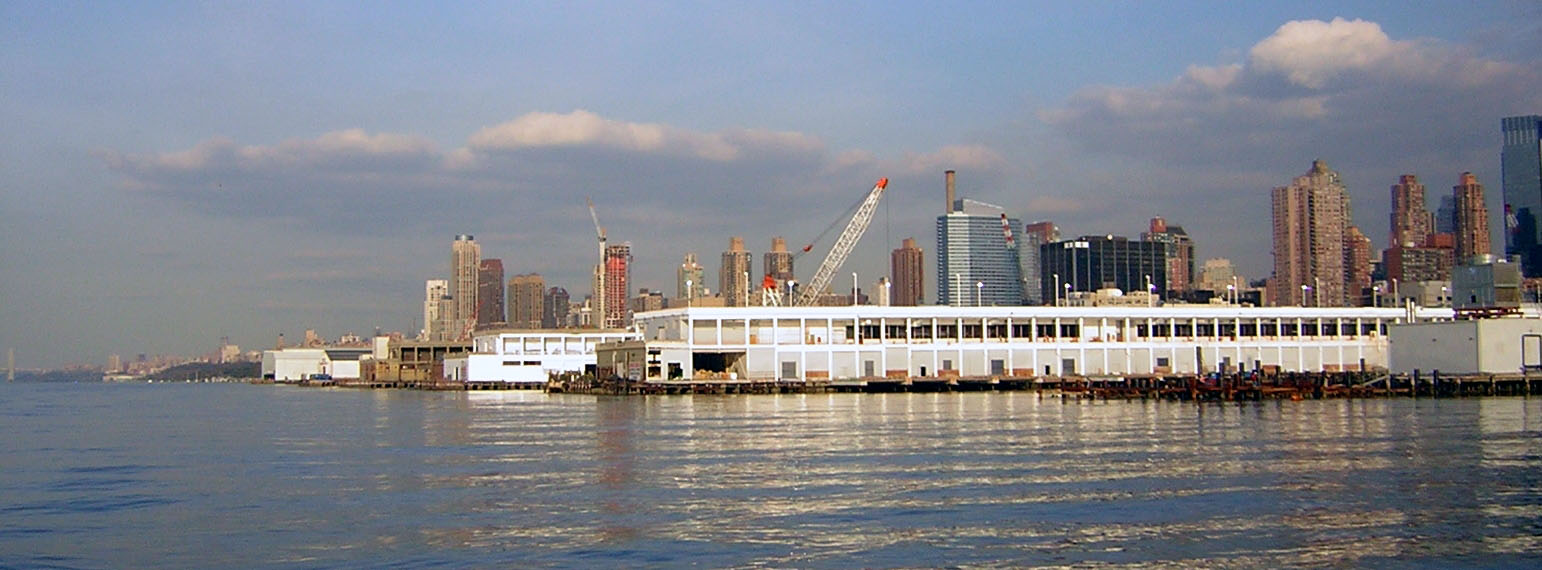

Il Manhattan Cruise Terminal, precedentemente noto come New York Passenger Ship Terminal o Port Authority Passenger Ship Terminal, è un terminal navale per navi passeggeri, situato nella zona di Hell's Kitchen, sull'isola di Manhattan.

## Storia
Il terminal di Manhattan era originariamente costituito dai moli 88, 90, 92 e 94 sul fiume Hudson tra la West 46th e la West 54th Street.
I moli 88-92 sono lunghi rispettivamente 340 m (1.100 piedi) e 120 m (400 piedi). Furono completati per la prima volta nel 1935 per sostituire i Chelsea Piers come terminal di linea di lusso della città. Il nuovo terminal fu costruito per gestire navi più grandi che avevano superato la lunghezza dei Chelsea Piers.
Il piano era quello di allungare un numero di moli esistenti di 800 piedi, ma il Corpo degli Ingegneri dell'Esercito degli Stati Uniti, che controllava la dimensione del lungomare, non avrebbe consentito l'estensione della linea del molo più lontano nel fiume, quindi la città fu costretta ad estendere il molo tagliando via la terra. La città prima ha fatto questo per i Chelsea Piers; tuttavia ai Chelsea è stata tolta solo la discarica. Al Terminal Passeggeri fu portato via il vero scisto di Manhattan. I risultati di questo possono essere visti anche nella deviazione della West Side Highway verso est dalla 57ma alla 42ª strada.
Durante la seconda guerra mondiale, il molo era nelle notizie quando la SS Normandie prese fuoco e successivamente si rovesciò al suo ormeggio al Pier 88.
I moli del NYPST furono rinnovati nel 1970 e nel 2004 furono sottoposti a un altro rinnovo di $200 milioni per ospitare navi da crociera più nuove e più grandi. I piani di rinnovo includevano la disattivazione del molo 92 e per i restanti moli di gestire tre grandi navi alla volta.
La nave della Norwegian Cruise Line, la Norwegian Breakaway, naviga tutto l'anno dal terminal delle navi passeggeri di New York. Nel 2011 la città ha impegnato $4 milioni per rinnovare e potenziare il terminal crociere per accogliere la nave.
Per decenni, il terminal è stato l'unico terminal passeggeri oceanico nel porto di New York. Molte grandi navi passeggeri hanno attraccato lì, tra cui la RMS Queen Mary 2 e la Freedom of the Seas. Con un aumento del traffico delle navi da crociera e la capacità del terminal di gestire comodamente solo tre grandi navi alla volta, due nuovi terminal sono stati aperti nel porto: il Cape Liberty Cruise Port aperto nel 2004 a Bayonne, nel New Jersey (utilizzato dalla Royal Caribbean, dalla Celebrity Cruises e dalla Azamara Cruises) e il Brooklyn Cruise Terminal (utilizzato dalla Queen Mary 2 e da altre navi dei marchi Cruise Carnival Corporation) sono stati aperti nel 2006 a Brooklyn.

## Descrizione
L'attuale terminal navale ora è costituito solo dai moli North River 88 e 90. Con l'apertura di nuovi moli altrove in città, i moli 92 e 94 sono stati venduti e ora vengono utilizzati per lo spazio espositivo. Il molo 86, un tempo utilizzato dalla United States Lines, ora ospita l'USS Intrepid, che ora fa parte del Museo Intrepid Sea, Air & Space.
Nel 2003, il terminal ha gestito 900.000 passeggeri e la città prevede che 1,5 milioni utilizzeranno il terminal entro il 2017.